# 滋賀県道103号大津停車場本宮線
滋賀県道103号大津停車場本宮線（しがけんどう103ごう おおつていしゃじょうもとみやせん）は、滋賀県大津市を通る一般県道である。

## 概要
大津市春日町から大津市本宮2丁目に至る。
滋賀県の中枢を通る県道で、国道1号本宮跨道橋北の本宮一丁目西交差点では、国道とを結ぶ側道の東側が滋賀県道103号大津停車場本宮線、西側と南側が滋賀県道56号大津インター線となっている。

### 路線データ
- 起点：大津市春日町（大津駅前交差点、JR西日本東海道本線 大津駅前）
- 終点：大津市本宮2丁目（本宮二丁目交差点、国道1号交点）
- 総延長：1.1 km

## 歴史
- 1958年（昭和33年）7月26日 - 滋賀県告示第291号により路線認定[1]。

## 地理

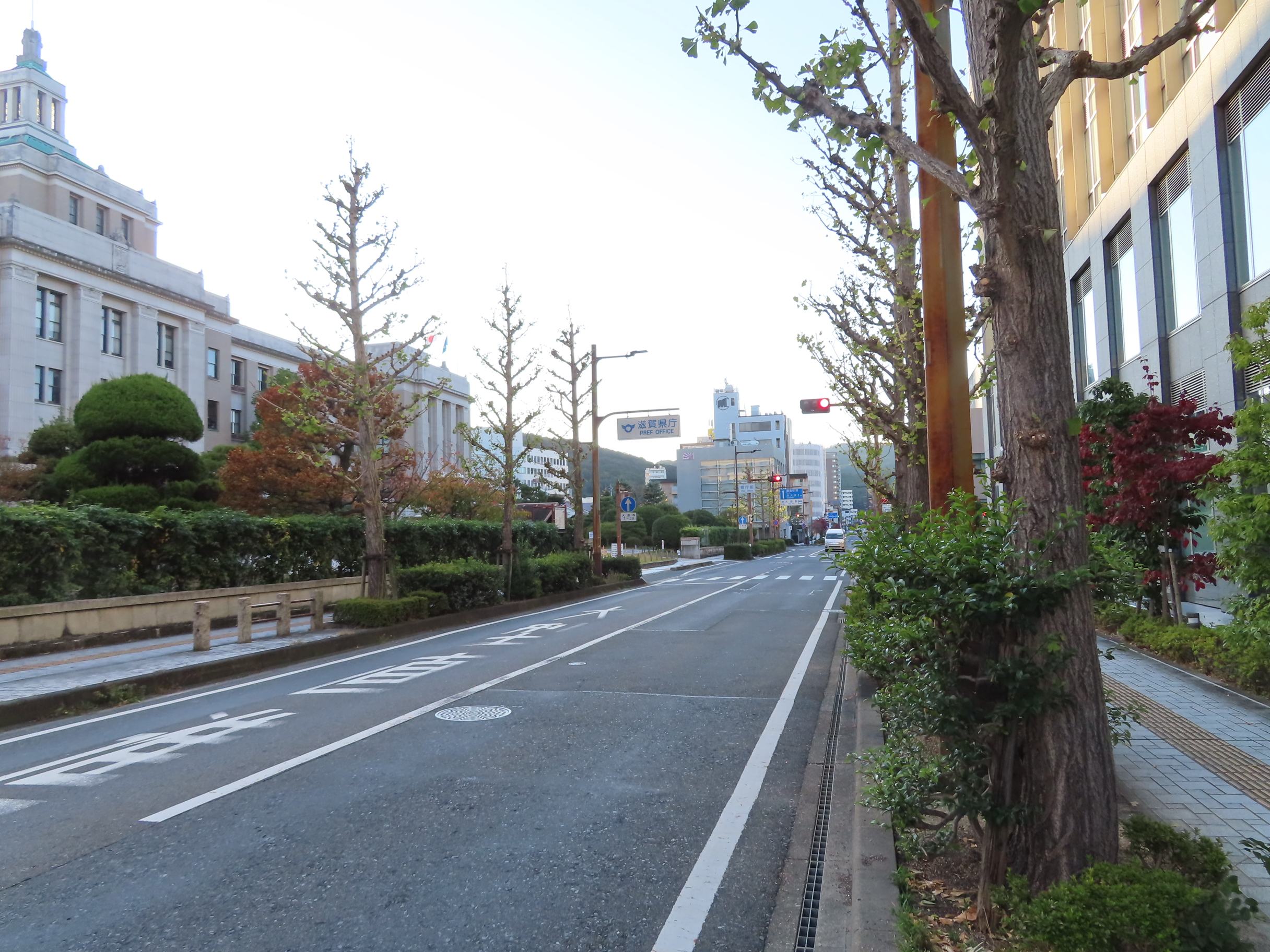
滋賀県庁前（2022年11月）

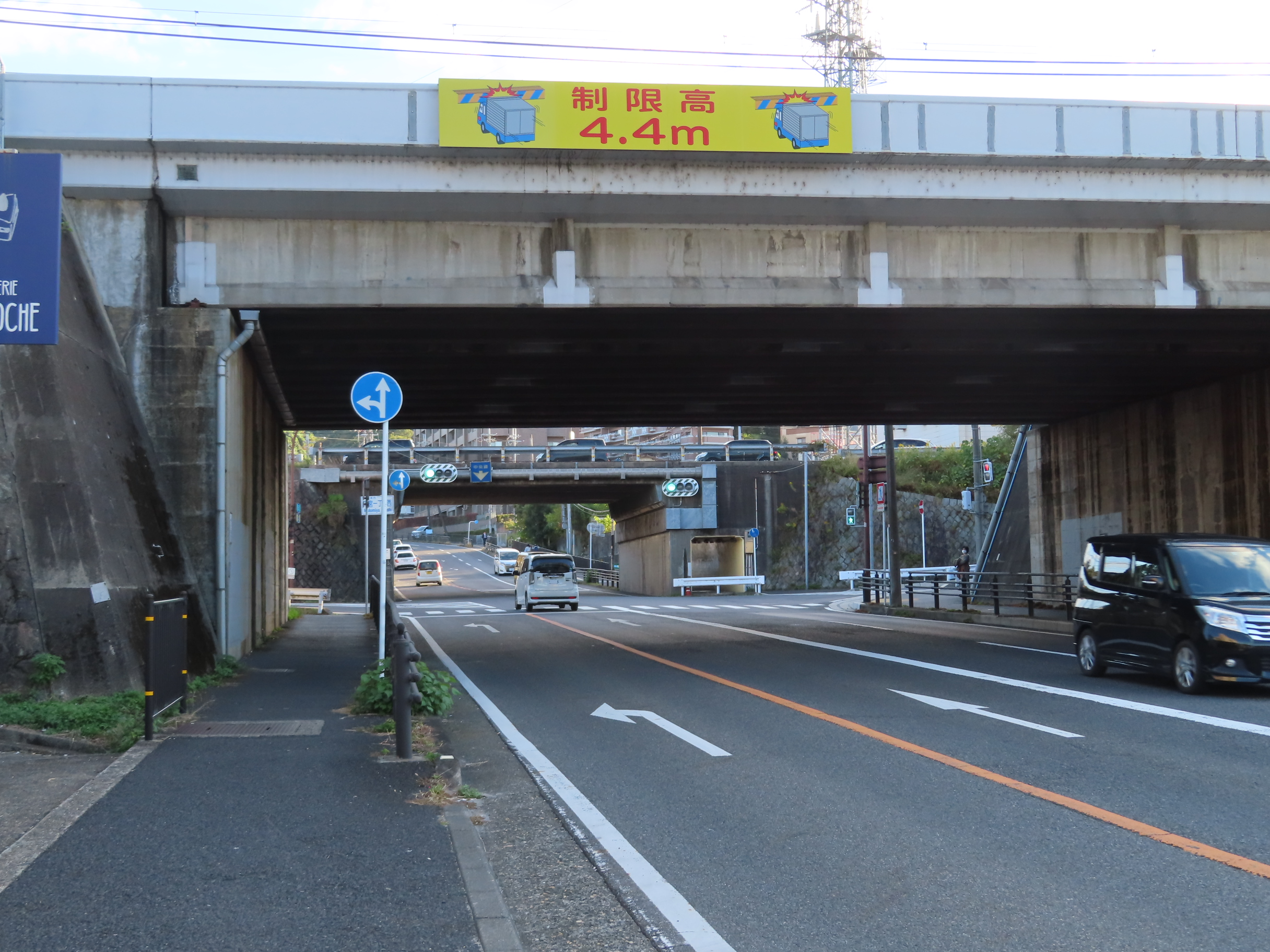
本宮1丁目西交差点（2022年11月）。高架橋は手前からJR西日本東海道本線、国道1号。

### 通過する自治体
- 大津市

### 交差する道路
| 交差する道路               | 交差する場所 | 交差する場所            |
| -------------------------- | ------------ | ----------------------- |
| 滋賀県道56号大津インター線 | 本宮1丁目    | 本宮一丁目西交差点      |
| 国道1号 国道8号 重複       | 本宮2丁目    | 本宮二丁目交差点 / 終点 |

### 交差する鉄道
- 東海道本線

### 沿線
- JR西日本東海道本線 大津駅
- 大津警察署 大津駅前交番
- 滋賀銀行 大津駅前支店
- アル・プラザ大津
- 滋賀県庁
- NHK大津放送局
- 京都新聞 滋賀本社
- 滋賀県庁前郵便局
- 滋賀県議会議員会館
- 朝日新聞 大津支局
- 滋賀県知事公舎
- 大津変電所
- 三幸本宮ビル
- いまそう会館
- 浅井山観世音講堂